# Primera División de Costa Rica (1939)
Primera División de Costa Rica (1939) – sezon najwyższego szczebla piłkarskiego w Kostaryce, Primera División de Costa Rica.

## Tabela końcowa
| # | Klub           | M  | Z | R | P | B+ | B- | RB  | Pkt |
| - | -------------- | -- | - | - | - | -- | -- | --- | --- |
| 1 | LD Alajuelense | 10 | 8 | 1 | 1 | 49 | 19 | 30  | 17  |
| 2 | CS Herediano   | 10 | 6 | 2 | 2 | 34 | 25 | 9   | 14  |
| 3 | Orión FC       | 10 | 3 | 3 | 4 | 25 | 34 | -9  | 9   |
| 4 | CS La Libertad | 10 | 2 | 3 | 5 | 23 | 35 | -12 | 7   |
| 5 | SG Espańola    | 10 | 3 | 1 | 6 | 23 | 33 | -10 | 7   |
| 6 | CS Cartaginés  | 10 | 1 | 4 | 5 | 26 | 34 | -8  | 6   |

M = rozegrane mecze; Z = zwycięstwa; R = remisy; P = porażki; B= = bramki zdobyte; B- = bramki stracone; RB = różnica bramek; Pkt = punkty